# Praomys verschureni
Praomys verschureni là một loài động vật có vú trong họ Chuột, bộ Gặm nhấm. Loài này được Verheyen & Van der Straeten mô tả năm 1977.